# St. Jakobus-Gesellschaft Rheinland-Pfalz-Saarland
Die St. Jakobus-Gesellschaft Rheinland-Pfalz-Saarland ist eine Jakobusgesellschaft in Deutschland.

## Geschichte
Die Gesellschaft wurde am Jakobustag, dem 25. Juli 2005, gegründet. Ziel und Zweck ist die Förderung der Religion und Wissenschaft im Hinblick auf die Pilgerfahrt nach Santiago de Compostela. Weiter soll auch die Zusammenarbeit mit gleichartigen Organisationen in anderen Ländern gefördert werden. Auch die Erforschung, Erhaltung und Pflege des mit dem Jakobuskult in Verbindung stehenden Kulturgutes und religiösen Brauchtums soll durch die Wege, Herbergen und Stätten der Pilgerfahrt betrieben werden. Des Weiteren ist Ziel der Gesellschaft die Stärkung der europäischen Zusammenarbeit, der Völkerverständigung und Unterstützung des Umweltschutzes.

## Organisation
Die St. Jakobus-Gesellschaft Rheinland-Pfalz-Saarland ist ein eingetragener Verein mit Sitz im Landesmuseum Mainz. Die Gesellschaft ist vornehmlich in den Bundesländern Rheinland-Pfalz und Saarland, aber auch im hessischen und französischen Grenzgebiet tätig. Ihr angeschlossen sind 10 Regionalgruppen, deren Sprecher mit dem 4-köpfigen Vorstand das Präsidium bilden. Die Regionalgruppen haben allerdings rechtlich keinen eigenständigen Status inne. Der wissenschaftliche Beirat steht mit seinem Fachwissen den Mitgliedern bei der Recherche von historischen Wegen zur Seite. Zu befreundeten Organisationen wie der St. Jakobusbruderschaft Trier, der St. Matthias-Bruderschaft Mayen und den Jakobusfreunden Lothringen, Elsass und Luxemburg werden intensive Kontakte gepflegt. Die Arbeitsgemeinschaft der deutschen Jakobusgesellschaften hat sich unter anderem auch auf Initiative der St. Jakobus-Gesellschaft Rheinland-Pfalz-Saarland gegründet.

## Ziele und Projekte
Neben der Belebung alter Jakobswege beschäftigen sich die Mitglieder intensiv mit der Geschichte des Pilgerns, im Schwerpunkt jedoch mit dem Jakobuskult in ganz Europa. Ein wesentlicher Aspekt der Arbeit ist die aktive Beratung von Pilgern in der Vorbereitung und Durchführung ihres persönlichen Pilgerweges.

Auf der Agenda der Gesellschaft stehen einige langfristig angelegte Projekte:

### Muschelstein-Projekt
2006 wurde begonnen, entlang der Jakobswege im Großraum Speyer-Saarbrücken-Metz mittelalterliche Kulturdenkmäler mit besonderen Wegzeichen in Form von Muschelsteinen, Wegornamenten aus Feldstein oder in Stein gehauenen Sternensymbolen zu kennzeichnen (inzwischen circa 300 Stück). Dabei müssen sich die Objekte an einem nachgewiesenen Jakobsweg befinden und ebenso einen direkten Bezug zum Jakobuskult erkennen lassen. Die Muschelsteine werden in unmittelbarer Nähe zum Kulturdenkmal gesetzt und jeweils feierlich eingesegnet.

### Wanderausstellung "Pilgern"
Im Jahre 2011 hat eine Projektgruppe begonnen, eine Wanderausstellung zum Thema "Pilgern" zu entwickeln. Hierfür wurden Banner entworfen, die sowohl allgemeine Informationen über das Pilgern anbieten, andererseits aber auch die Regionalgruppen und die in ihrer Obhut befindlichen Jakobswege vorstellen. Die Schirmherrschaft übernahm der Generalsekretär des Europarates, Thorbjørn Jagland. Im Mai 2012 startete die Rundreise durch Rheinland-Pfalz und das Saarland. Anlässlich der Einsegnung eines Muschelsteins in Straßburg wurde die Ausstellung sogar in der dortigen Cathédrale Notre Dame gezeigt.

### Barrierefreies Pilgern
Die Gesellschaft hat es sich zum Ziel gesetzt, allen Menschen, auch solchen mit einer Behinderung, die Möglichkeit zum Pilgern zu geben. Entsprechende Arbeitskreise überlegen sich gemeinsam mit behinderten Menschen, wie solche Wegführungen aussehen bzw. ausgestaltet werden können. In der Pfalz gibt es bereits eine 14 Kilometer lange Strecke, die mit dem Rollstuhl absolviert werden kann.

### Artenschutz und Wegemarkierung
Auf zahlreichen Abschnitten im Wirkungskreis der Gesellschaft, aber auch auf den europäischen Jakobswegen, wurde bereits begonnen, Wegmarkierungen mit dem Artenschutz zur Erhaltung einer breiten Biodiversität (Artenvielfalt) zu kombinieren. So werden auf der Zeitachse Vogel-Nistkästen, Fledermauskästen und Insekten- und Wildbienenhotels mit gelben Pfeilen oder Jakobsmuschelsymbolen aufgehängt und aufgestellt.

## Wege der Jakobspilger
Den Wirkungskreis der St. Jakobus-Gesellschaft Rheinland-Pfalz-Saarland durchlaufen nachfolgende Wege der Jakobspilger, die größtenteils durch die örtlich zuständigen Regionalgruppen und befreundeten Organisationen betreut werden.
| Regionalgruppe/Organisation                        | Bezeichnung |
| -------------------------------------------------- | --- |
| Regionalgruppe Mittelrhein                         | Linksrheinischer Jakobsweg (Köln – Bingen am Rhein) Lahn-Camino (Wetzlar – Oberlahnstein) Rhein-Camino (Oberlahnstein – Kaub)                                   |
| St. Jakobusbruderschaft Trier                      | Mosel-Camino (Koblenz-Stolzenfels – Trier) |
| St. Matthias-Bruderschaft Mayen                    | Eifel-Camino (Andernach – Trier) |
| Regionalgruppe Hunsrück                            | Hunsrücker Jakobsweg (Bingen am Rhein – Trier) |
| Regionalgruppe Rheinhessen/Frankfurt am Main-Mainz | Rheinhessischer Jakobsweg (Bingen am Rhein – Worms) Jakobsweg von Frankfurt am Main nach Mainz und Bingen am Rhein Klosterroute (Worms – Metz)                  |
| Regionalgruppe Nordpfalz                           | Klosterroute (Worms – Metz) |
| Regionalgruppe Süd- und Vorderpfalz                | Pfälzer Jakobsweg Nordroute und Südroute (Speyer – Kloster Hornbach) Jakobsweg von Neustadt nach Wissembourg Jakobsweg von Rothenburg ob der Tauber nach Speyer |
| Regionalgruppe Bliesgau/Obere Saar                 | Jakobsweg vom Kloster Hornbach nach Metz |
| Regionalgruppe Schaumberger Land                   | Jakobsweg von St. Wendel nach Saarbrücken und Metz |